# Frederiksberg Idræts-Forening
Il Frederiksberg Idræts-Forening è una squadra di pallamano maschile danese con sede a Copenaghen.